# Епаминонда Поп Андонов
Епаминонда Поп Андонов (Струмица, 1898 — Софија,  1968), професор, учесник Народноослободилачке борбе и политичар.

## Биографија
Рођен је 1898. године у Струмици. Основну и средњу школу завршио је у родном граду и у Скопљу. Дипломирао је 1922. године на Филозофском факултету у Београду. Између два светска рата радио је као професор филозофије, психологије и француског језика у Струмици, Бањој Луци, Сарајеву, Врању и Скопљу.
Народноослободилачком покрету у Македонији прикључио се 1944. године. Исте је године постао члан Комунистичке партије Југославије. За време рата био је члан Иницијативног одбора за сазивање Првог заседања Антифашистичког собрања народног ослобођења Македоније, делегат АВНОЈ-а и АСНОМ-а и секретар и члан АСНОМ-а.
На Трећој седници АСНОМ-а од 2. до 5. октобра 1944. године дао је предлог да се изради македонски буквар, да се отворе гимназије и учитељске школе те размотри питање оснивања универзитета у Македонији. Био је оснивач Комисије за унификацију македонског језика, односно Комисије за македонску азбуку те је руководио њеним радом.
Након рата је био члан Уставотворног собрања за доношење Устава НР Македоније 1946. године. Од 1947. до 1951. био је директор Народне библиотеке у Скопљу, а од 1952. до 1966. професор на Педагошкој академији.
Преминуо је 1968. године у Софији.